# Automobiles A. Jou
Automobiles A. Jou war ein französischer Hersteller von Automobilen.

## Unternehmensgeschichte
Das Unternehmen aus Suresnes begann 1913 mit der Produktion von Automobilen. Der Markenname lautete Jou. 1924 endete die Automobilproduktion. Danach entstanden nur noch Ersatzteile. 1926 wurde das Unternehmen aufgelöst.

## Fahrzeuge
Im Angebot stand nur ein Modell, das während der langen Bauzeit nur geringfügig verändert wurde. Für den Antrieb sorgte ein Vierzylindermotor mit seitlichen Ventilen und 1540 cm³ Hubraum. Der Motor war vorne im Fahrzeug montiert und trieb über eine Kardanwelle die Hinterachse an. Das Getriebe hatte 3 Gänge. 1920 wurden elektrisches Licht und Anlasser eingeführt. Die Höchstgeschwindigkeit war anfangs mit 60 km/h, zuletzt mit 85 km/h angegeben.